# Alex Kidd BMX Trial
Alex Kidd BMX Trial (アレックスキッドBMXトライアル?, Arekkusu Kiddo BMX Toraiaru) è un videogioco sviluppato e pubblicato da SEGA nel 1987 per Sega Master System.
Unico videogioco di guida con protagonista Alex Kidd, qui in sella su una bici del tipo BMX, il gameplay si presenta come una corsa ad ostacoli in visuale dall'alto. È stato distribuito esclusivamente in Giappone.
Il gioco richiedeva come periferica un apposito controller paddle, in sostituzione del normale gamepad.
Alcuni nomi dei livelli del gioco e l'abbigliamento del protagonista sono ripresi direttamente dal primo videogioco della serie, Alex Kidd in Miracle World.